# Euophrys convergentis
Euophrys convergentis là một loài nhện trong họ Salticidae.
Loài này thuộc chi Euophrys. Euophrys convergentis được Embrik Strand miêu tả năm 1906.